# U-27 (1936)
U-27 — средняя немецкая подводная лодка типа VIIA, времён Второй мировой войны.
Лодка была заложена на верфи судостроительной компании «АГ Везер» в Бремене 11 ноября 1935 года под заводским номером 908. Спущена на воду 24 июня 1936 года. 12 августа 1936 года под командованием Капитана 3-го ранга Ганса Иббекена (нем. Korvettenkapitän Hans Ibbeken) вошла в состав 2-й флотилии «Зальцведель».
Лодка совершила один боевой поход, потопила два судна суммарным водоизмещением 624 брт.

## История службы
Карьера U-27 была очень коротка и ей удалось совершить лишь один боевой поход, потопив лишь два судна противника, прежде чем её саму отправили на дно.
23 августа 1939 лодка вышла из Вильгельмсхафен в свой первый поход. За 24 дня она прошла вниз по побережью Германии, нейтральной Бельгии и Нидерландов, через Ла-Манш и Атлантический океан подошла к побережью Ирландии. Здесь лодка и потопила два британских траулера, суммарным водоизмещением 624т. Первая атака была совершена 13 сентября в 02:55 примерно в 21 морской миле (39км) к северо-западу от острова Тори - траулер Davara был расстрелян из палубного орудия U-27. Капитан траулера и 11 членов экипажа были спасены торговым пароходом Willowpool.
Вторым потопленным судном стал траулер Rudyard Kipling. Атака была совершена 16 сентября в 3:53 примерно в 100 морских милях (190км) от западного побережья нейтральной Ирландии. Судно было затоплено с помощью подрывных зарядов с U-27. После этого субмарина подобрала команду траулера, и им была выдана еда и тёплая одежда. Восемь часов спустя команде Rudyard Kipling было позволено вернуться в шлюпки и проплыть оставшиеся 5 морских мили (9.3км) до Ирландии.

## Судьба
Эсминцы HMS Fortune, HMS Faulknor (потопившие за шесть дней до этого U-39) и присоединившийся к ним HMS Forester, являлись частью непосредственных усилий, направленных на обнаружение и потопление немецких ПЛ, атакующих траулеры. 20 сентября 1939 по боевым кораблям было выстрелено три торпеды, но из-за преждевременного подрыва никаких повреждений они не нанесли. Британские корабли ответили серией атак глубинными бомбами, одна из которых настолько сильно повредила немецкую субмарину, что последняя была вынуждена всплыть. Таранная атака HMS Fortune была прекращена, когда стало ясно, что лодка сдается. Все 38 человек экипажа были взяты в плен.
U-27 стала второй после U-39 (потоплена 14 сентября 1939) немецкой субмариной, потопленной во время Второй мировой войны.
Шкипер U-27, капитан-лейтенант Иоганнес Франц, находясь в лагере военнопленных, нашёл возможность с помощью кода информировать BDU (верховное командование подводного флота) о неисправности торпед.
Останки лодки покоятся в районе с координатами 58°35′ с. ш. 09°02′ з. д..

### Флотилии
- 12 августа 1936 года — 20 сентября 1939 года — 2-я флотилия

### Командиры
- 12 августа 1936 года — 4 октября 1937 года Ганс Иббекен
- 5 октября 1937 года — 5 июня 1939 года Иоганнес Франц
- 6 июня 1939 года — 8 июля 1939 года капитан цур зее Ганс Георг фон Фридебург
- 8 июля 1939 года — 20 сентября 1939 года Иоганнес Франц

## Потопленные суда
| Дата             | Название        | Водоизмещение, брт | Государство флага | Примечание | Тип судна | Груз | Координаты                |
| ---------------- | --------------- | ------------------ | ----------------- | ---------- | --------- | ---- | ------------------------- |
| 13 сентября 1939 | Davara          | 291                | Великобритания    |            | Траулер   |      | 55°36′ с. ш. 8°25′ з. д.  |
| 16 сентября 1939 | Rudyard Kipling | 333                | Великобритания    |            | Траулер   |      | 53°50′ с. ш. 11°10′ з. д. |